# Ute Bock
Ute Bock (27. juni 1942 – 19. januar 2018) var en østrigsk underviser. Ute Bock var grundlæggeren af Flüchtlingsprojekt Ute Bock og talrige andre projekter med fokus på hjælp til flygtninge.

## Arbejdsliv
Ute Bock blev født i 1942 i byen Linz, Østrig. Fra 1962 til 1969 var hun aktiv på et hjem i Biedermannsdorf, og herefter begyndte hun at arbejde på Gesellenheim Zohmanngasse i Wien. I 1976 blev Ute Bock leder af stedet. I begyndelsen af 1990'erne var det primært børn af gæstearbejderfamilier, som blev sendt til Ute Bock i Zohmanngasse, men senere kom også et stigende antal uledsagede flygtningebørn, som søgte asyl i Østrig, til hjemmet.
Hjemmet i Zohmanngasse, der går under navnet "Ute Bock Haus", kan huse op til 70 mennesker og tilbyder husly, vejledning og tyskundervisning for flygtninge og asylansøgere. Herudover er der også 50 eksterne lejligheder i Wien med tilknytning til Ute Bock Haus.

## Film
I marts 2010 havde dokumentarfilmen Bock for President premiere. Filmen af Houchang Allahyari og Tom-Dariusch Allahyari portrætterer Ute Bock og hendes arbejde henover en periode på 2 år.

## Priser
- 1999: Ute-Bock-Preis für Zivilcourage
- 2000: UNCHR Flygtningepris
- 2002: Bruno Kreisky Preis für die Verdienste um die Menschrechte.[4]
- 2002: Dr. Karl Renner-Preis[5]
- 2003: Marietta og Friedrich Torberg-medalje[6]
- 2004: Østrigsk Røde Kors Pris
- 2005: Ute Bock var en ud af fem østrigske kvinder, der blev udvalgt til nobels fredspris' Project 1000 Women i 2005.[7]
- 2007: Weltmenschpreis[8]
- 2011: Mitten im Leben-Prisen[9]
- 2012: Goldenes Verdienstzeichen der Republik Österreich[10]